# Elitserien i volleyboll för herrar 2006/2007
Elitserien i volleyboll för herrar 2006/2007 spelades 30 september 2006-28 januari 2007. Falkenbergs VBK blev svenska mästare för första gången genom att vinna finalen mot Hylte VBK med 3-1.

## Grundserien[1]
| Nr | Lag             | S  | V  | F  | +/-     | P  |
| -- | --------------- | -- | -- | -- | ------- | -- |
| 1  | Falkenbergs VBK | 16 | 13 | 3  | 41 - 22 | 26 |
| 2  | Hylte VBK       | 16 | 12 | 4  | 42 - 22 | 24 |
| 3  | Habo Wolley     | 16 | 10 | 6  | 28 - 26 | 20 |
| 4  | Tierps VBK      | 16 | 9  | 7  | 30 - 30 | 18 |
| 5  | Sollentuna VK   | 16 | 8  | 8  | 35 - 31 | 16 |
| 6  | Vingåkers VK    | 16 | 8  | 8  | 31 - 34 | 16 |
| 7  | Örkelljunga VK  | 16 | 6  | 10 | 26 - 36 | 12 |
| 8  | Team Valla-LiU  | 16 | 5  | 11 | 31 - 35 | 10 |
| 9  | LUGI Volley     | 16 | 1  | 15 | 7 - 45  | 2  |

## Elit A & Elit B
| Nr | Lag             | S  | V  | F  | +/-     | P  |
| -- | --------------- | -- | -- | -- | ------- | -- |
|    | ELIT A          |    |    |    |         |    |
| 1  | Falkenbergs VBK | 26 | 22 | 4  | 70 - 31 | 44 |
| 2  | Hylte VBK       | 26 | 18 | 8  | 66 - 38 | 36 |
| 3  | Tierps VBK      | 26 | 15 | 11 | 52 - 49 | 30 |
| 4  | Habo Wolley     | 26 | 13 | 13 | 53 - 50 | 26 |
| 5  | Sollentuna VK   | 26 | 12 | 14 | 51 - 55 | 24 |
| 6  | Vingåkers VK    | 26 | 10 | 16 | 43 - 60 | 20 |
|    | ELIT B          |    |    |    |         |    |
| 7  | Örkelljunga VK  | 20 | 9  | 11 | 37 - 43 | 18 |
| 8  | Team Valla-LiU  | 20 | 7  | 13 | 41 - 42 | 14 |
| 9  | LUGI Volley     | 20 | 2  | 18 | 11 - 56 | 4  |

## SM-slutspelet

### Kvartsfinaler
Team Valla - Habo Wolley 3-1
2-3 (25-20, 19-25, 18-25, 25-23, 15-17)
3-2 (25-17, 19-25, 25-17, 21-25, 15-12)
3-1  (23-25, 25-17, 25-18, 25-23)
3-2 (25-21, 25-23, 19-25, 23-25, 15-9) 
Falkenbergs VBK - Vingåkers VK 3-0
3-1 (25-16, 25-13, 18-25, 25-13)
3-1 (24-26, 25-20, 25-21, 25-22)
3-0 (25-22, 25-13, 25-18)
Hylte VBK -	Örkelljunga VK 3-0
3-0 (25-21, 25-15, 27-25) 
3-1 (25-21, 25-23, 23-25, 26-24) 
3-0 (25-17, 25-16, 25-21)
Tierps VBK - Sollentuna VK3-0
3-0 (25-18, 25-22, 25-20)
3-0 (25-23, 25-15, 25-19)
3-1 (25-18, 19-25, 25-21, 25-18)

### Semifinaler
Falkenbergs VBK - Team Valla 3-0

3-0 (25-21, 25-15, 25-17)
3-0 (25-19, 25-18, 26-24)
3-1 (25-19, 22-25, 25-22, 25-22)

Hylte VBK - Tierps VBK 3-2

3-2  (23-25, 17-25, 25-22, 25-22, 15-9)
2-3  (25-22, 17-25, 25-22, 22-25, 10-15)
3-1  (25-23, 17-25, 25-20, 25-16)
1-3  (26-28, 25-15, 22-25, 20-25)
3-1  (27-25, 25-21, 26-28, 28-26)

### Final
Falkenbergs VBK - Hylte VBK 3-1

2-3 (25-18, 21-25, 25-23, 30-32, 13-15)
3-0 (25-13, 25-14, 25-15)
3-0 (25-15, 25-20, 25-18)
3-1 (22-25, 25-14, 25-20, 25-22)

### Fotnoter
1. ↑  ”Elitserien 2006/2007”. Everysport. https://www.everysport.com/volleyboll-herr/2006-2007/liga/elitserien/6677. Läst 31 oktober 2022.
2. ↑  ”Matchfakta (Team Valla - Habo Wolley, match 1)”. Arkiverad från originalet den 30 september 2007. https://web.archive.org/web/20070930184718/http://www.volleyboll.se/result.aspx?WCI=wiResults&WCU=1962701. Läst 21 april 2007.
3. ↑  ”Matchfakta (Team Valla - Habo Wolley, match 2)”. Arkiverad från originalet den 30 september 2007. https://web.archive.org/web/20070930184401/http://www.volleyboll.se/result.aspx?WCI=wiResults&WCU=1962705. Läst 21 april 2007.
4. ↑  ”Matchfakta (Team Valla - Habo Wolley, match 3)”. Arkiverad från originalet den 30 september 2007. https://web.archive.org/web/20070930184431/http://www.volleyboll.se/result.aspx?WCI=wiResults&WCU=1962709. Läst 21 april 2007.
5. ↑  ”Matchfakta (Team Valla - Habo Wolley, match 4)”. Arkiverad från originalet den 19 september 2007. https://web.archive.org/web/20070919210235/http://www.volleyboll.se/result.aspx?WCI=wiResults&WCU=1962713. Läst 21 april 2007.
6. ↑  ”Matchfakta (Falkenbergs VBK - Vingåkers VK, match 1)”. Arkiverad från originalet den 30 september 2007. https://web.archive.org/web/20070930184737/http://www.volleyboll.se/result.aspx?WCI=wiResults&WCU=1962698. Läst 21 april 2007.
7. ↑  ”Matchfakta (Falkenbergs VBK - Vingåkers VK, match 2)”. Arkiverad från originalet den 30 september 2007. https://web.archive.org/web/20070930184752/http://www.volleyboll.se/result.aspx?WCI=wiResults&WCU=1962702. Läst 21 april 2007.
8. ↑  ”Matchfakta (Falkenbergs VBK - Vingåkers VK, match 3)”. Arkiverad från originalet den 30 september 2007. https://web.archive.org/web/20070930184527/http://www.volleyboll.se/result.aspx?WCI=wiResults&WCU=1962706. Läst 21 april 2007.
9. ↑  ”Matchfakta (Team Hylte VBK - Örkelljunga VK, match 1)”. Arkiverad från originalet den 30 september 2007. https://web.archive.org/web/20070930183632/http://www.volleyboll.se/result.aspx?WCI=wiResults&WCU=1962699. Läst 21 april 2007.
10. ↑  ”Matchfakta (Team Hylte VBK - Örkelljunga VK, match 2)”. Arkiverad från originalet den 30 september 2007. https://web.archive.org/web/20070930184823/http://www.volleyboll.se/result.aspx?WCI=wiResults&WCU=1962703. Läst 21 april 2007.
11. ↑  ”Matchfakta (Team Hylte VBK - Örkelljunga VK, match 3)”. Arkiverad från originalet den 30 september 2007. https://web.archive.org/web/20070930183612/http://www.volleyboll.se/result.aspx?WCI=wiResults&WCU=1962707. Läst 21 april 2007.
12. ↑  ”Matchfakta (Tierps VBK - Sollentuna VK, match 1)”. Arkiverad från originalet den 30 september 2007. https://web.archive.org/web/20070930185013/http://www.volleyboll.se/result.aspx?WCI=wiResults&WCU=1962700. Läst 21 april 2007.
13. ↑  ”Matchfakta (Tierps VBK - Sollentuna VK, match 2)”. Arkiverad från originalet den 30 september 2007. https://web.archive.org/web/20070930184840/http://www.volleyboll.se/result.aspx?WCI=wiResults&WCU=1962704. Läst 21 april 2007.
14. ↑  ”Matchfakta (Tierps VBK - Sollentuna VK, match 3)”. Arkiverad från originalet den 30 september 2007. https://web.archive.org/web/20070930183650/http://www.volleyboll.se/result.aspx?WCI=wiResults&WCU=1962708. Läst 21 april 2007.
15. ↑  ”Matchfakta (Falkenbergs VBK - Team Valla, match 1)”. Arkiverad från originalet den 30 september 2007. https://web.archive.org/web/20070930184701/http://www.volleyboll.se/result.aspx?WCI=wiResults&WCU=1995863. Läst 21 april 2007.
16. ↑  ”Matchfakta (Falkenbergs VBK - Team Valla, match 2)”. Arkiverad från originalet den 30 september 2007. https://web.archive.org/web/20070930184648/http://www.volleyboll.se/result.aspx?WCI=wiResults&WCU=1995865. Läst 21 april 2007.
17. ↑  ”Matchfakta (Falkenbergs VBK - Team Valla, match 3)”. Arkiverad från originalet den 30 september 2007. https://web.archive.org/web/20070930184415/http://www.volleyboll.se/result.aspx?WCI=wiResults&WCU=1995867. Läst 21 april 2007.
18. ↑  ”Matchfakta (Hylte VBK - Tierps VBK, match 1)”. Arkiverad från originalet den 30 september 2007. https://web.archive.org/web/20070930184941/http://www.volleyboll.se/result.aspx?WCI=wiResults&WCU=1995864. Läst 21 april 2007.
19. ↑  ”Matchfakta (Hylte VBK - Tierps VBK, match 2)”. Arkiverad från originalet den 30 september 2007. https://web.archive.org/web/20070930185027/http://www.volleyboll.se/result.aspx?WCI=wiResults&WCU=1995866. Läst 21 april 2007.
20. ↑  ”Matchfakta (Hylte VBK - Tierps VBK, match 3)”. Arkiverad från originalet den 19 september 2007. https://web.archive.org/web/20070919013535/http://www.volleyboll.se/result.aspx?WCI=wiResults&WCU=1995868. Läst 21 april 2007.
21. ↑  ”Matchfakta (Hylte VBK - Tierps VBK, match 4)”. Arkiverad från originalet den 30 september 2007. https://web.archive.org/web/20070930184858/http://www.volleyboll.se/result.aspx?WCI=wiResults&WCU=1995870. Läst 21 april 2007.
22. ↑  ”Matchfakta (Hylte VBK - Tierps VBK, match 5)”. Arkiverad från originalet den 19 september 2007. https://web.archive.org/web/20070919013541/http://www.volleyboll.se/result.aspx?WCI=wiResults&WCU=1995872. Läst 21 april 2007.
23. ↑  ”Matchfakta (Falkenbergs VBK - Hylte VBK, match 1)”. Arkiverad från originalet den 19 september 2007. https://web.archive.org/web/20070919013707/http://www.volleyboll.se/result.aspx?WCI=wiResults&WCU=2017084. Läst 21 april 2007.
24. ↑  ”Matchfakta (Falkenbergs VBK - Hylte VBK, match 2)”. Arkiverad från originalet den 25 september 2007. https://web.archive.org/web/20070925160948/http://www.volleyboll.se/result.aspx?WCI=wiResults&WCU=2017085. Läst 21 april 2007.
25. ↑  ”Matchfakta (Falkenbergs VBK - Hylte VBK, match 3)”. Arkiverad från originalet den 25 september 2007. https://web.archive.org/web/20070925161055/http://www.volleyboll.se/result.aspx?WCI=wiResults&WCU=2017086. Läst 21 april 2007.
26. ↑  ”Matchfakta (Falkenbergs VBK - Hylte VBK, match 4)”. Arkiverad från originalet den 30 september 2007. https://web.archive.org/web/20070930185055/http://www.volleyboll.se/result.aspx?WCI=wiResults&WCU=2017087. Läst 21 april 2007.